# Katri Lammi
Katri Lammi, född okänt år, död 1958 i Petrozavodsk, Karelska ASSR, var en amerikafinländsk sångerska och skådespelare. Hon var gift med sångaren Jukka Ahti.
Lammi gjorde 1929–1931 fjorton skivinspelningar i New York. 1931 emigrerade hon och hennes make, liksom närmare 10 000 andra finländare, till Petrozavodsk i Karelska ASSR, där hon verkade som skådespelare vid stadens finska teater. Under stora utrensningen 1937 sändes Lammi till ett straffarbetsläger på ön Oleni Ostrov och kom senare till Valamo, där hon avled på ett ålderdomshem 1958. Maken Jukka Ahti arresterades och arkebuserades 1938.

## Skivinspelningar
| Datum            | Sånger | Ackompanjemang               |
| ---------------- | --- | ---------------------------- |
| 31 december 1928 | Lemmi mua (text: Wäinö Sola) Mä tahtoisin (text: R. Pasola) Soi viserrys soi Terveheksi                                           | Alfredo Cibellis orkester    |
| 8 oktober 1929   | Pikku äiti (text: Matti Jurva) Urali                                                                                              | Östman-Stein Orkesteri       |
| 1930             | Kadun lapsi Kasakkaleirillä (text: Jukka Ahti) Särkynyt onni (text: R.R. Ryynänen, melodi: Georg Malmstén) Tummat silmät Valencia | Suomalainen Taiteilijayhtymä |
| 1931             | Minä muistelen sinua Raatajille (text: Jukka Ahti) Syksyn tuulet                                                                  | Östman-Stein Orkesteri       |